# 유진 서넌
유진 앤드루 "진" 서넌(Eugene Andrew "Gene" Cernan, 1934년 3월 14일 ~ 2017년 1월 16일)은 미국의 공학자이며, 전 미국 해군의 전투기 조종사이자 미국 항공우주국의 우주비행사였다.
1966년 제미니 9A호의 조종사를 맡았으며, 1969년 아폴로 10호의 달 착륙선 조종사로 임명되어 다시 우주에 나섰다. 이후 1972년 아폴로 17호의 선장을 맡아 아폴로 계획의 일환으로 달을 탐사하는 데 크게 공헌하였고, 달착륙선을 타고 달에 착륙해 11번째로 달의 표면을 밟은 사람이 되었으며, 가장 최근에 달을 밟은 사람이다.

## 대중 문화에서
아폴로 17호 임무 수행 중 녹음된 서넌의 음성은 다프트 펑크에 의해 샘플링되어 2013년 음반 Random Access Memories의 마지막 수록곡 "Contact"에 사용되었다.
애플TV+ 드라마 포 올 맨카인드의 주인공은 유진 서넌과 유사하다는 평을 받는다.